# Purworejo (Kandat)
Purworejo is een bestuurslaag in het regentschap Kediri van de provincie Oost-Java, Indonesië. Purworejo telt 3349 inwoners (volkstelling 2010).